# 鷲巣力
鷲巣 力（わしず つとむ　1944年 - ）は、東京都生まれのジャーナリスト、評論家。立命館大学衣笠総合研究機構加藤周一現代思想研究センター顧問。

## 略歴
1969年、東京大学法学部卒業。平凡社入社。『加藤周一著作集』や『林達夫著作集』などの編集を手がけた後、月刊『太陽』編集長を経て、1985年、平凡社取締役となる。1992年、平凡社を退社、フリージャーナリストとなる。
2005年6月11日、『世界一受けたい授業』で自動販売機やコンビニエンスストアをテーマに講義し、テレビ出演を果たす。

## 著書
- 『コロンブスの卵たち 「常識」に挑戦するイトーヨーカ堂グループ』(毎日新聞社、1997年)
- 『自動販売機の文化史』(集英社新書、2003年)
- 『宅配便130年戦争』(新潮新書、2005年)
- 『公共空間としてのコンビニ 進化するシステム24時間365日』（朝日選書、2008年）
- 『加藤周一を読む　｢理｣の人にして｢情｣の人』（岩波書店、2011年／増訂版・平凡社ライブラリー、2023年）
- 『「加藤周一」という生き方』（筑摩選書、2012年）
- 『加藤周一はいかにして「加藤周一」となったか 『羊の歌』を読みなおす』（岩波書店、2018年）
- 『書く力　加藤周一の名文に学ぶ』（集英社新書、2022年）
- 『林達夫のドラマトゥルギー』（平凡社、2024年）

## 共編著
- 『加藤周一著作集』平凡社 第1期 1979-80、第2期 1996-97（全24巻）。第18巻「近代日本の文学者の型」のみ、2010
- 室谷秀『女将一代記 中将夫人かく戦えり』平凡社、1987。聞き書
- 『Magazines today 日本の雑誌8誌による特集エコロジー』大日本印刷ICC本部、1997。柚木久子・金子正剛共編
- 『加藤周一セレクション』（全5巻） 平凡社ライブラリー、1999-2000
- 『加藤周一が書いた加藤周一 91の「あとがき」と11の「まえがき」』平凡社、2009
- 『加藤周一自選集』（全10巻） 岩波書店、2009-2010
- 加藤周一『『羊の歌』余聞』ちくま文庫、2011
- 『加藤周一　青春と戦争 『青春ノート』を読む』渡辺考共編、論創社、2018
- 『加藤周一　青春ノート　1937-1941』半田侑子共編、人文書院、2019
- 『称えることば悼むことば　加藤周一推薦文・追悼文集』西田書店、2019
- 『加藤周一を21世紀に引き継ぐために　加藤周一生誕百年記念国際シンポジウム講演録』三浦信孝共編、水声社、2020
- 『丸山眞男と加藤周一　知識人の自己形成』山辺春彦共著、筑摩選書、2023

## 連載
- 現代語録（スポーツニッポン日曜日版芸能欄、2005年4月3日 - 2006年7月31日）